# 宇久井駅
宇久井駅（うくいえき）は、和歌山県東牟婁郡那智勝浦町大字宇久井（うぐい）にある、西日本旅客鉄道（JR西日本）紀勢本線（きのくに線）の駅である。

## 歴史
1934年まで駅名は「うぐい」と読んだ。所在地の地名「宇久井」は今も「うぐい」と読む。

### 年表
- 1912年（大正元年）12月4日：新宮鉄道の三輪崎駅から勝浦駅（現在の紀伊勝浦駅）までの開通に伴い宇久井駅（うぐいえき）として開業[1][2]。
- 1934年（昭和9年）7月1日：新宮鉄道の国有化により紀勢中線の駅となる[1]。駅名の読みを「うくい」に変更[2]。
- 1940年（昭和15年）8月8日：路線改称により紀勢西線所属となる[1]。
- 1959年（昭和34年）7月15日：再度の路線改称により紀勢本線所属となる[1]。
- 1962年（昭和37年）2月1日：貨物の取り扱いを廃止[2]。
- 1978年（昭和53年）4月1日：荷物扱い廃止[2]。
- 1985年（昭和60年）3月14日：無人化[3]。
- 1987年（昭和62年）4月1日：国鉄分割民営化に伴い、西日本旅客鉄道（JR西日本）の駅となる[1][2]。
- 2021年（令和3年）3月13日：ICカード「ICOCA」の利用が可能となる[4]。

## 駅構造
相対式ホーム2面2線を有する地上駅。紀伊田辺方面行きホーム（1番のりば）側に駅舎があり、ホーム間の連絡は新宮寄りの跨線橋による。1番のりばの海側には当駅の那智方から分岐し駅舎手前の車止めで終端となる側線が1本敷設され、その上には小さな車庫も設けられている。
木造駅舎が残る。出入り口の上に設けられた明り取りの窓が特徴的である。新宮駅管理の無人駅であるが、駅舎の内部にはシャッターの閉じた出札窓口や小荷物台の跡などが残る。かつて改札のあった場所に簡易な自動券売機が設置されていたが、老朽化のため、2013年12月10日をもって撤去された。2021年3月13日よりICOCAが利用可能となっている（車載型IC改札機による対応）。トイレがある。

### のりば
| のりば | 路線       | 行先                           |
| ------ | ---------- | ------------------------------ |
| 1      | きのくに線 | 紀伊勝浦・紀伊田辺・和歌山方面 |
| 2      | きのくに線 | 新宮方面                       |

- 上表の路線名は旅客案内上の名称（愛称）で表記している。

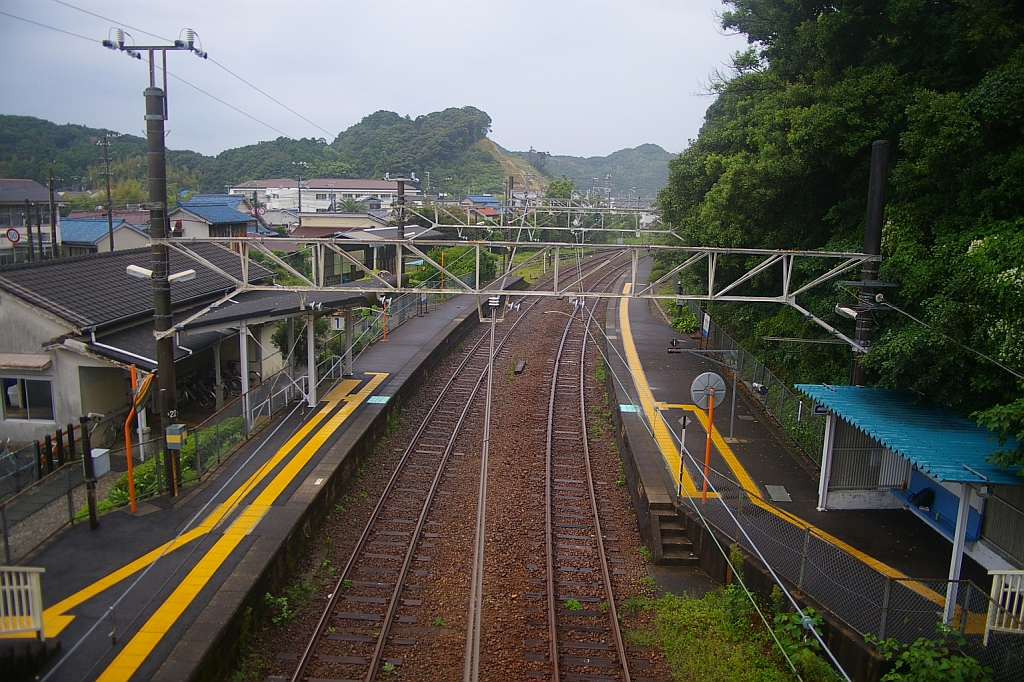
ホーム（跨線橋から）

## 利用状況
近年の1日平均乗車人員は以下の通り。
| 年度   | 1日平均 乗車人員 |
| ------ | ---------------- |
| 1998年 | 156              |
| 1999年 | 161              |
| 2000年 | 133              |
| 2001年 | 134              |
| 2002年 | 113              |
| 2003年 | 98               |
| 2004年 | 82               |
| 2005年 | 82               |
| 2006年 | 79               |
| 2007年 | 79               |
| 2008年 | 78               |
| 2009年 | 68               |
| 2010年 | 58               |
| 2011年 | 59               |
| 2012年 | 68               |
| 2013年 | 68               |
| 2014年 | 56               |
| 2015年 | 63               |
| 2016年 | 61               |
| 2017年 | 62               |
| 2018年 | 67               |
| 2019年 | 64               |
| 2020年 | 61               |
| 2021年 | 62               |
| 2022年 | 58               |

## 駅周辺
当駅は陸繋島である宇久井半島の付け根に位置している。半島の岬部分は吉野熊野国立公園に指定され、休暇村南紀勝浦や宇久井ビジターセンターが設置されている。半島の南側には宇久井港が、北側には宇久井漁港がある。岬の北端にはかつて那智勝浦フェリーターミナルがあり、東京や川崎を起点とするフェリーが寄港していたが、2005年のマリンエキスプレス京浜航路廃止を最後に発着がなくなった。
- 宇久井海水浴場
  - 令和2年度から閉鎖されている[8]。
- 休暇村南紀勝浦
  - 当駅からの送迎バスあり[9]。
- 宇久井ビジターセンター
  - 当駅から徒歩30分[10]。

## バス路線
宇久井駅前バス停（熊野御坊南海バス）
- 新勝線
  - 新宮駅方面
  - 紀伊勝浦駅方面

宇久井駅前バス停（那智勝浦町営バス）
- 宇久井線
  - 勝浦駅・役場方面
  - 高津気・ニュータウン・里方面

## 隣の駅
西日本旅客鉄道（JR西日本）
 きのくに線（紀勢本線）
紀伊佐野駅 - 宇久井駅 - 那智駅